# USS Blair (DE-147)
USS Blair (DE-147/DER-147) là một tàu hộ tống khu trục lớp Edsall từng phục vụ cùng Hải quân Hoa Kỳ trong Chiến tranh Thế giới thứ hai. Nó là chiếc tàu chiến duy nhất của Hải quân Hoa Kỳ được đặt cái tên này, theo tên hạ sĩ quan Eugene Blair (1908-1942), người từng phục vụ trên tàu tiếp liệu thủy phi cơ William B. Preston (AVP-20), đã tử trận khi con tàu bị ném bom trong vụ ném bom Darwin vào tháng 2, 1942 và được truy tặng Huân chương Ngôi sao Bạc. Nó đã phục vụ cho đến khi chiến tranh kết thúc, xuất biên chế năm 1946, rồi được cho hoạt động trở lại vào năm 1951, xếp lại lớp như một tàu hộ tống khu trục cột mốc radar DER-147 vào năm 1957. Cuối cùng Blair ngừng hoạt động năm 1960 và bị bán để tháo dỡ năm 1974.

## Thiết kế và chế tạo
Lớp Edsall có thiết kế hầu như tương tự với lớp Cannon dẫn trước; khác biệt chủ yếu là ở hệ thống động lực Kiểu FMR do được trang bị động cơ diesel Fairbanks-Morse dẫn động qua hộp số giảm tốc đến trục chân vịt. Đây là cấu hình động cơ được áp dụng rộng rãi trên tàu ngầm, được chứng tỏ là có độ tin cậy cao hơn so với lớp Cannon.
Vũ khí trang bị bao gồm ba pháo 3 in (76 mm)/50 cal trên tháp pháo nòng đơn có thể đối hạm hoặc phòng không, một khẩu đội pháo phòng không Bofors 40 mm nòng đôi và tám pháo phòng không Oerlikon 20 mm. Vũ khí chống ngầm bao gồm một dàn súng cối chống tàu ngầm Hedgehog Mk. 10 (có 24 nòng và mang theo 144 quả đạn); hai đường ray Mk. 9 và tám máy phóng K3 Mk. 6 để thả mìn sâu. Con tàu vẫn giữ lại ba ống phóng ngư lôi Mark 15 21 inch (533 mm), và được trang bị radar SC dò tìm không trung và mặt biển. Thủy thủ đoàn đầy đủ bao gồm 186 sĩ quan và thủy thủ.
Blair được đặt lườn tại xưởng tàu của hãng Consolidated Steel Corporation ở Orange, Texas vào ngày 19 tháng 1, 1943. Nó được hạ thủy vào ngày 6 tháng 4, 1943, được đỡ đầu bởi bà Vestie Foster, và nhập biên chế cùng Hải quân Hoa Kỳ vào ngày 13 tháng 9, 1943 dưới quyền chỉ huy của Hạm trưởng, Đại úy Hải quân Alden James Laborde.

## Lịch sử hoạt động

### 1943 - 1946
Sau khi hoàn tất việc chạy thử máy huấn luyện tại khu vực Bermuda, Blair rời khu vực vào ngày 2 tháng 11, 1943 để hộ tống chiếc tàu tiếp dầu Kennebec (AO-36) đi Bermuda trước khi đi đến Charleston, South Carolina. Tại đây vào ngày 7 tháng 11, dàn radar SA của con tàu được tháo dỡ, thay thế bằng bộ định vị cao tần DAQ HFDF. Nó rời Charleston vào ngày 14 tháng 11 để đi New York, đến nơi hai ngày sau đó, rồi tiếp tục chuyển đến New London, Connecticut để thực hành huấn luyện. Con tàu sau đó đi đến New York để hộ tống một đoàn tàu đi Hampton Roads, Virginia.
Tại Hampton Roads, Blair gia nhập thành phần hộ tống cho Đoàn tàu UGS-25 vượt Đại Tây Dương để hướng sang Bắc Phi, đi đến Casablanca, Maroc thuộc Pháp vào ngày 11 tháng 12. Nó lại lên đường cùng Đoàn tàu GUS-24 vào ngày 18 tháng 12 cho chặng quay trở về, về đến vịnh Chesapeake vào ngày 1 tháng 1, 1944, rồi đi đến New York để bảo trì. Sau một lượt huấn luyện ôn tập tại Casco Bay, Maine, nó quay trở lại vịnh Chesapeake để gia nhập một đội đặc nhiệm tìm-diệt tàu ngầm, rồi lên đường tuần tra vào ngày 24 tháng 1. Đang khi vượt Đại Tây Dương, con tàu ghé đến Horta thuộc quần đảo Azores để chuyển sĩ quan chỉ huy của nó sang tàu khu trục USS Livermore (DD-429) để được chăm sóc y tế. Hạm trưởng của Blair quay trở lại tàu khi hai chiếc tàu chiến bắt kịp Đội đặc nhiệm 21.14 của mình vào ngày 15 tháng 2, và đội đặc nhiệm đi đến Bắc Phi năm ngày sau đó.
Trong nhiều tháng tiếp theo, Blair thực hiện tổng cộng mười chuyến khứ hồi vượt Đại Tây Dương, xuất phát từ vùng bờ Đông Hoa Kỳ và đi đến các cảng Derry, Bắc Ireland; Liverpool, Portland, Portsmouth và Plymouth, Anh; cùng Cherbourg, Pháp. Nhiều lần con tàu dò được tín hiệu sonar nghi ngờ là tàu ngầm U-boat đối phương, và đã tấn công mục tiêu nghi ngờ bằng mìn sâu hay súng cối chống tàu ngầm Hedgehog, nhưng đều không có kết quả. Vào đầu năm 1945, đang khi hộ tống cho Đoàn tàu UC-51B, nó đã tách ra để trợ giúp cho tàu vận tải Lục quân Lakehurst (APM-9), bị tách khỏi đoàn tàu do trục trặc động cơ. Chuyến đi cuối cùng của nó là hộ tống cho Đoàn tàu UC-70A, rời bờ biển Wales vào ngày 28 tháng 5 và về đến New York vào ngày 8 tháng 6.
Sau khi chiến tranh kết thúc tại Châu Âu, Blair chuẩn bị để được điều động sang khu vực Mặt trận Thái Bình Dương. Nó thực hành huấn luyện tại khu vực vịnh Guantánamo, Cuba cho đến ngày 17 tháng 7, khi nó lên đường hướng đến vùng kênh đào Panama, đi đến Coco Solo vào ngày 20 tháng 7 và băng qua kênh đào vào ngày hôm sau. Nó cùng các tàu chị em Brough (DE-148) và Jacob Jones (DE-130) lên đường đi San Diego, California vào ngày 22 tháng 7, và đến nơi vào ngày 31 tháng 7.
Rời vùng bờ Tây để hướng sang vùng biển Hawaii vào ngày 3 tháng 8, Blair đi đến Trân Châu Cảng vào ngày 10 tháng 8, nơi con tàu được bảo trì và thực hành huấn luyện. Tuy nhiên, do Nhật Bản đã chấp nhận đầu hàng vào ngày 15 tháng 8, giúp chấm dứt vĩnh viễn cuộc xung đột, nó lên đường vào ngày 4 tháng 9 cùng với 105 hành khách hải quân để quay trở lại khu vực bờ biển California, đi đến San Pedro, California vào ngày 10 tháng 9.
Lại lên đường vào ngày 12 tháng 9 cùng với 75 hành khách Lục quân, Blair hướng đến vùng kênh đào Panama, băng qua kênh đào vào ngày 20 tháng 9, và đi đến Charleston, South Carolina vào ngày 25 tháng 9. Nó trải qua phần lớn tháng 10 được đại tu trong xưởng tàu nhằm chuẩn bị ngừng hoạt động, rồi khởi hành từ Charleston vào ngày 24 tháng 10 để đi đến sông St. Johns, Florida. Con tàu được cho xuất biên chế tại Green Cove Springs, Florida vào ngày 28 tháng 6, 1946, và được đưa về Hạm đội Dự bị Đại Tây Dương.

### 1951 - 1960
Sau khi cuộc Chiến tranh Triều Tiên bùng nổ, Blair được cho tái kích hoạt trở lại vào ngày 20 tháng 8, 1951 và được cho nhập biên chế trở lại tại Mayport, Florida vào ngày 5 tháng 10, 1951 dưới quyền chỉ huy của Hạm trưởng, Thiếu tá Hải quân John L. Holmes. Con tàu hoạt động tại chỗ từ các căn cứ Jacksonville, Florida, Norfolk, Virginia và Newport, Rhode Island cho đến hết năm 1951. Nó rời Newport vào ngày 8 tháng 1, 1952 để thực hành huấn luyện tại khu vực vịnh Guantánamo, Cuba, rồi viếng thăm Kingston, Jamaica trước khi quay trở về Newport vào cuối tháng 2.
Tromnng bốn năm tiếp theo, trong thành phần Hải đội Hộ tống 10, Blair hoạt động từ cảng nhà Newport, và cũng tham gia hoạt động như tàu huấn luyện cho Trường Sonar Hạm đội tại Key West, Florida. Nó được phái sang vùng biển Châu Âu vào mùa Hè năm 1952, viếng thăm Greenock, Scotland; Bergen, Na Uy; và Cherbourg, Pháp. Trong giai đoạn này con tàu cũng từng ghé đến vịnh Montego, Jamaica; Santiago và La Habana, Cuba; New Bedford, Massachusetts; Fort Lauderdale, Florida; Philadelphia, Pennsylvania; Castine, Maine; New London, Connecticut; Port Everglades, Florida; Yorktown, Virginia; Balboa, Panama; và Fall River, Massachusetts.
Được cho xuất biên chế một lần nữa vào tháng 11, 1956, Blair đi đến Xưởng hải quân Boston để được cải biến thành một tàu cột mốc radar. Trong quá trình nâng cấp nó được trang bị những cảm biến tiên tiến để tham gia các hàng rào cột mốc ngăn chặn, được thiết lập hai bên bờ đại dương nhằm có thể cảnh báo sớm các cuộc tấn công hạt nhân chiến lược. Nó được xếp lại lớp với ký hiệu lườn mới DER-147 vào ngày 2 tháng 12, 1957 và nhập biên chế trở lại cùng ngày hôm đó dưới quyền chỉ huy của Hạm trưởng, Thiếu tá Hải quân Richard L. Warren.
Được điều sang cảng nhà mới Trân Châu Cảng tại Thái Bình Dương, Blair gia nhập Hải đội Hộ tống 7 và tiến hành chạy thử máy huấn luyện tại vùng biển quần đảo Hawaii vào mùa Xuân năm 1958, rồi tham gia tuần tra tại các trạm canh phòng trên hàng rào giữa Thái Bình Dương, trong hệ thống Đường cảnh báo sớm từ xa - (DEW: Distant Early Warning) Line - nhằm cảnh báo sớm khả năng bị máy bay ném bom chiến lược hay tên lửa đạn đạo đối phương tấn công. Trong năm 1958 con tàu đã phục v9 bốn lượt tuần tra, và tiếp tục vai trò này từ căn cứ Trân Châu Cảng cho đến mùa Xuân năm 1960.
Đi đến Xưởng hải quân Puget Sound, Blair được cho xuất biên chế lần sau cùng vào ngày 15 tháng 6, 1960. Sau khi bị bỏ không trong gần một thập niên tiếp theo, tên nó được cho rút khỏi danh sách Đăng bạ Hải quân vào ngày 1 tháng 12, 1972, và con tàu cuối cùng bị bán cho hãng West Waterway Lumber Co. tại Seattle, Washington để tháo dỡ vào ngày 26 tháng 9, 1974.

## Phần thưởng
Nguồn: Navsource Naval History
|  |  |  |
|  |  |  |

| Huân chương Chiến dịch Hoa Kỳ                      |                                      |                                       |
| Huân chương Chiến dịch Châu Âu-Châu Phi-Trung Đông | Huân chương Chiến thắng Thế Chiến II | Huân chương Phục vụ Phòng vệ Quốc gia |